# Walter Christaller
Walter Christaller (né le 21 avril 1893 à Altensteig (royaume de Wurtemberg) et mort le 9 mars 1969 à Königstein im Taunus (Hesse)) est un géographe allemand. Auteur d'une théorie de l'espace très connue dans le milieu universitaire, dite « théorie des lieux centraux », sa réputation a été marquée par sa collaboration active avec le régime nazi  et la mise en place du Generalplan Ost, le plan de « colonisation » des territoires conquis à l'Est.

## Biographie

### Origines familiales et formation (1893-1928)
Son père, Erdmann Gottreich (1857-1922), pasteur protestant à Wurtemberg, mis prématurément à la retraite pour non-conformisme, lui donne une solide formation religieuse et une bonne connaissance de la Bible. Sa mère, Helene Christaller, descendante d’une famille dont un membre fut bibliothécaire du grand-duc de Hesse à Darmstadt (Hesse), est une romancière à succès. Elle éduque elle-même ses enfants jusqu’à leur entrée dans l'enseignement secondaire. Dès son enfance, Walter est fasciné par les atlas. Sur les cartes, il trace des lignes entre les villes les plus proches et visualise ainsi des réseaux de triangles.
Il fait des études de philosophie et d’économie aux universités de Heidelberg et de Munich. La Première Guerre mondiale éclate alors qu’il a vingt-et-un ans. Il est mobilisé comme officier et est blessé à plusieurs reprises. Il revient à la vie civile avec des idées pacifistes et socialisantes. Les dix années suivantes, il exerce différents métiers (mineur, maçon, journaliste) et fait un court passage dans une université. Il se marie en 1921 et travaille dans une coopérative de construction à Berlin où il reste jusqu'en 1924. En 1920, il adhère au Parti social-démocrate indépendant (USPD) puis se rapproche du Parti communiste. De 1925 à 1928, il est employé puis dirigeant d’une entreprise de construction spécialisée dans la préfabrication. En 1928, il perd son travail et divorce alors qu'il a trois enfants.
Il a alors 37 ans et renoue avec la vie universitaire, à la faculté de philosophie de l'université d'Erlangen (Bavière) où il obtient  un diplôme d'études supérieures en 1930, puis un doctorat en 1932 : sa thèse porte sur Die zentralen Orte in Süddeutschland (Les lieux centraux en Allemagne du Sud).

### L'achèvement de sa formation (1928-1940)
En 1933, à la suite de l’arrivée au pouvoir d'Adolf Hitler, il quitte brièvement l’Allemagne en raison de sa proximité avec le Parti communiste ;  toutefois, sa thèse est éditée la même année, peu après son retour. Walter Christaller reçoit même des bourses de recherche et de déplacement de la Deutsche Forschungsgemeinschaft afin de participer à l’élaboration d’un Atlas des Deutschen Lebensraumes et devient membre fondateur du Groupe d'étude des lieux centraux (Arbeitskreis Zentrale Orte ).
Dès 1937, Christaller collabore à la branche universitaire de l'Association pour la recherche spatiale (Reichsarbeitsgemeinschaft für Raumforschung) à l'université de Fribourg-en-Brisgau. En 1937-1938, il soutient une thèse d'habilitation sur Le mode d'occupation rural dans le Reich allemand et ses rapports avec l'organisation des communes  qui l’introduit dans les milieux s'occupant de planification spatiale et territoriale.

### L’implication dans les conquêtes nazies (1940-1945)
Walter Christaller adhère au NSDAP en 1940, bien que cela soit contesté ,. Il est engagé par le chercheur agronome Konrad Meyer (1901-1973) à l'Institut pour les Études Agricoles et Géographiques à Berlin. Parallèlement, Christaller travaille, de 1937 à 1945, dans le groupe Zentrale Orte du Reichsarbeitsgemeinschaft für Raumforschung (de) (association pour la recherche sur l'espace), où Meyer occupe aussi une place importante.
K. Meyer l'emploie aussi au Hauptamt für Planung und Boden (Bureau pour la Planification et la Terre) dépendant de l’Office de planification du « Commissariat du Reich pour le renforcement du peuple allemand » (Reichskommissariat zur Fertigung des deutschen Volkstums), créé le 7 octobre 1939 et placé sous l’autorité de Himmler. En tant que collaborateur de l’Office de planification, Walter Christaller participe à deux opérations d’aménagement des territoires conquis à l’Est, légitimées par l'idéologie du Lebensraum (« espace vital »).
La première concerne le Warthegau, région anciennement prussienne, placée sous l'autorité du Reich en 1939. Walter Christaller prend acte des déportations en proposant de « ramener (abwerten) à la dimension typique » les lieux centraux dont il estime que la population « non aryenne » y est trop élevée, d'organiser le repeuplement par des Allemands déplacés dans des lieux centraux «à développer (entwickeln) jusqu'à la taille typique », tout en prévoyant la « création » (Neugründung) de nouveaux lieux centraux. Ces déportations-réinstallations commencent en 1939 et sont poursuivies jusqu’en 1941. En 1941, il publie à Leipzig Die zentralen Orte in den Ostgebieten, volet aménagiste des idées théoriques exposées dans sa thèse de 1933.
La deuxième opération est le Generalplan Ost, qui concerne les territoires conquis en URSS. Deux versions sont présentées, en juillet 1941 et juillet 1942. Toutefois, en raison du reflux allemand en 1943, marqué en particulier par la bataille de Stalingrad, seule la phase extermination et déportation est mise en œuvre, tandis que la phase réinstallation est abandonnée dès le printemps 1943.
Alors que les projets d’aménagement spatial selon le système des lieux centraux de Walter Christaller n’ont jamais abouti en Europe orientale, un autre projet a été mené à terme en Hollande : la construction de deux polders dans le cadre du Plan national élaboré par des Hollandais collaborant avec les nazis, en particulier Bakker Schut, directeur du plan. Selon les archives concernant ces travaux , Walter Christaller semble ne pas avoir participé directement au projet d’aménagement du polder. Mais ses idées ont été explicitement utilisées dans une série de plans des Ijsselmeerpolders (dont le Noordoostpolder) établis sous la direction de Bakker Schut. Une logique raciale a présidé au choix des milliers d’hommes chargés de construire ces polders et des personnes à installer sur ces polders. Les juifs qui y ont œuvré ont été nombreux à mourir et ceux qui ont survécu ont ensuite été emprisonnés et déportés. À l'aune de la théorie de Christaller, le résultat serait un échec car les lieux centraux prévus n'ont pas été implantés conformément aux schémas théoriques hexagonaux du géographe.
On lui doit également un projet de redécoupage administratif de la France.

### Réorientation disciplinaire et scientifique (après 1945)
À la suite de la défaite du Troisième Reich, Walter Christaller échappe à la dénazification après que les alliés occidentaux aient décidé en mars 1948 de clore les poursuites en dépit des protestations des autorités allemandes qui avaient constitué 600 000 dossiers dont 30 000 concernaient des individus contre lesquels pesaient des charges lourdes ou mineures. Walter Christaller adhère alors au parti communiste dans l’espoir qu'un gouvernement autoritaire « voudrait utiliser son pouvoir pour relocaliser les villes dévastées par la guerre conformément au schéma optimal exigé par la théorie des lieux centraux » (1949) mais il continue à vivre en Allemagne occidentale, dans la maison de sa mère à Darmstadt. Sans doute en raison de ses prises de positions politiques, il est alors poursuivi pour espionnage au profit de l’Est mais est ensuite acquitté. En 1950, Walter Christaller fonde avec Paul Gauss et Emil Meynen l'Association allemande de géographie appliquée (DVAG), mais n'a jamais reçu une importante fonction.
Sans être intégré dans une université, Walter Christaller survit en effectuant des travaux statistiques et en publiant des articles dans la grande presse et différentes revues scientifiques. Après avoir quitté le parti communiste et retrouvé le SPD en 1953, sa thèse est partiellement traduite en anglais en 1966 avec une coupure de 69 pages sur 330. En 1964, il reçoit un prix de l’Association des géographes américains et en 1968, deux         doctorats honoris causa de l'Lund (Suède) et de Bochum (Allemagne de l’Ouest). Il termine sa vie en recevant une pension du gouvernement du land de Hesse, de la présidence de la République ainsi que de fonds recueillis par collecte auprès de géographes.

## L'apport de Walter Christaller à la théorie spatiale et à la géographie
Géographe ouvert à la sociologie et à l'économie, Christaller a fondé dans sa thèse un modèle de hiérarchisation des réseaux urbains en fonction des services et des commerces qui s'y trouvent. Il considère ainsi que la ville correspond à une agglomération de producteurs et qu'elle constitue le centre d'une région. Comme von Thünen, il définit ce modèle à partir de plusieurs postulats : l'espace géographique est homogène, chacun maximise son utilité ou son profit, les prix sont fixes pour tous les agents et, enfin, le coût du transport est lié à la distance. Le consommateur cherche donc le point de vente le plus proche, le plus avantageux alors que des économies d'échelles permettent de diminuer les coûts de production. Si la production s'accroît, cela permet de produire pour moins cher et donc de vendre ailleurs (sinon chacun fabriquerait l'ensemble des produits consommés et cet éparpillement ferait qu'il n'y aurait pas de ville).
Trois paramètres entrent en jeu : la portée du bien, soit son aire de marché (circulaire jusqu'au prix maximum de transport), le seuil de production (lié aux économies d'échelle) et le seuil de demande (fréquence ou rareté d'un produit). Dès lors, une hiérarchie se met en place dans laquelle en bas se placent les petites villes qui produisent les biens les plus demandés, les plus concurrencés (aire de 4 km de rayon) tandis qu'en haut de cette hiérarchie se trouvent les grandes villes qui offrent les biens les moins demandés et les services peu fréquents (aire de 187 km de rayon). Ce réseau structuré en hexagones comporte 6 niveaux de villes. Il ne se vérifie pas dans la réalité de l'Allemagne du Sud des années 1930, en dépit des affirmations de Christaller qui qualifie d'« anormale » la figure à 5 côtés résultant de ses observations alors que sa figure théorique « normale » en prévoit 6.
Plus théoriquement, deux constantes se retrouvent dans tous les travaux de Christaller.
La première est l'existence d'un « ordre central » (eine zentralistische Anordnung), forme élémentaire de « l'ordre d'appartenance commune » (Ordnung von Zusammengehörigen), dans la nature inorganique et organique. « Cet ordre n'est pas seulement une forme de pensée qui n'existerait que dans le monde de la représentation humaine et qui serait née uniquement du besoin d'ordre de l'homme, mais il existe réellement à partir de lois internes à la matière ». Walter Christaller utilise ce principe d'ordre afin de chercher « la loi de régularité du nombre, de la répartition [spatiale] et de la taille des lieux urbains représentés à partir de l'exemple de l'Allemagne du sud ». Cette régularité se traduit dans le fait que les lieux centraux et leurs régions complémentaires sont de trois ordres : « supérieur » (zentrale Orte höherer Ordnung), « inférieur » (zentrale Orte niederer Ordnung) et « très inférieur » (zentrale Orte niederster Ordnung).
L'ensemble des lieux centraux forme ensuite un « système hiérarchisé ». Il s'agit de la deuxième constante de la théorie de Christaller qui a toujours essayé ou rêvé de modifier la réalité pour la rendre conforme à ce qu'il estimait être une « idéalité » justifiée : organique hiérarchique raciale d'abord (nazisme), sociale hiérarchique administrée ensuite (communisme) et enfin économique hiérarchique libérale. Le point commun à ces convictions successives est l'idée qu'il faut aménager la réalité quand elle n’est pas « normale », c'est-à-dire non conforme au système idéal des lieux centraux.
Il se propose donc en 1950 « de rendre reconnaissable le désordonné et ce qui s'oppose à l'ordre, afin de faire des propositions pour remettre de l'ordre et créer un nouvel ordre » en Europe. À cette fin, il ne met pas au premier plan les éléments naturels mais « le système historique humain et social des lieux centraux [qui] sont répartis sur toute la Terre selon des règles précises et qui sont intégrés dans un système hiérarchique ». Il propose de réorganiser les lieux centraux de l'Europe où il distingue les « métropoles réelles » (Tatsächliche gegenwärtige Metropolen), les centres géométriques « vrais » des pays (Eigentliche Mittelpunkte) et les « sites urbains idéaux » (Wunschbild-Metropolen). Il critique dans ces dernières perspectives la localisation de Paris, Londres, Vienne et Berlin mais n'hésite pas en retour à écarteler la Suisse entre trois systèmes dont les capitales sont justement Paris, Rome, Berlin pour finir en proposant de transférer sa capitale de Berne à Lucerne.
Walter Christaller dont la publication de la thèse correspond à l'avènement du nazisme en Allemagne n'a pu échapper aux logiques politiques de son époque. Ses travaux ont rencontré les conquêtes nazies sachant que, même s'il a varié dans ses engagements politiques (il a été successivement au SPD, au NSDAP, au KPD puis encore une fois au SPD), il n'a pas caché ses sympathies pour le régime hitlérien allant même jusqu'à proposer une nouvelle organisation urbaine hexagonale pour la Pologne conquise. Homme d'un seul livre et d'une théorie profondément novatrice, ses recherches, qui avaient pourtant été présentées au Congrès de l'UGI à Amsterdam en 1938, n'ont eu alors aucun écho, sinon en Allemagne à des fins inacceptables. Situation banale dans cette discipline, après un long oubli, elles ont été redécouvertes trente ans plus tard par la « nouvelle géographie » après un détour Outre-Atlantique.
Ses théories, dont les idées ont été énoncées avant 1933, ont dissocié l'« analyse spatiale » et la géographie. Certains géographes pensent qu'elles ont engagé cette dernière dans une impasse. Elles constituent en effet aujourd'hui un élément handicapant car elles empêchent d'appréhender les phénomènes urbains dans leur globalité en imposant une approche uniquement « centrale » qui nie l'existence pourtant évidente de phénomènes de « décentralité » (dégénérescence des centres-villes, linéarisation et étalement des agglomérations, disparition des hiérarchies pyramidales, etc.). Il reste que certains des meilleurs géographes français ont défini la région par la centralité d'une métropole : "Nous ne pouvons pas comprendre une campagne sans la ville qui la soutient ni une certaine ville sans le support des terres qui l’entourent. C’est là définitivement la voie à la réalité régionale, Juillard, p. 491". La question reste ouverte.